# Chaetodon melannotus
El pez mariposa de manchas negras (Chaetodon melannotus) es una especie de pez del subgénero Rabdophorus, y éste a su vez dentro del género Chaetodon. Puede medir hasta 18 cm de longitud. Se distribuye por los océanos Índico y Pacífico tropical.